# Lazar Münz

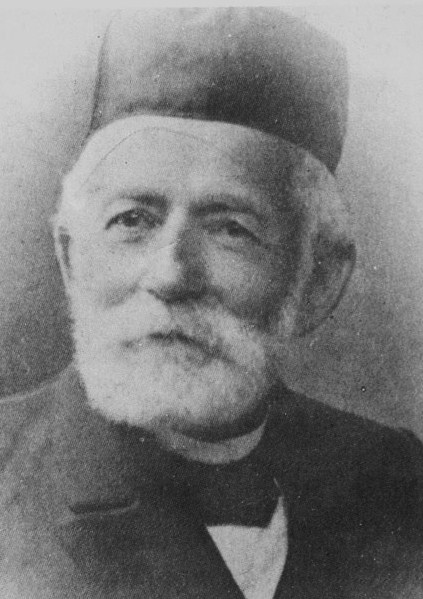
Lazar Münz

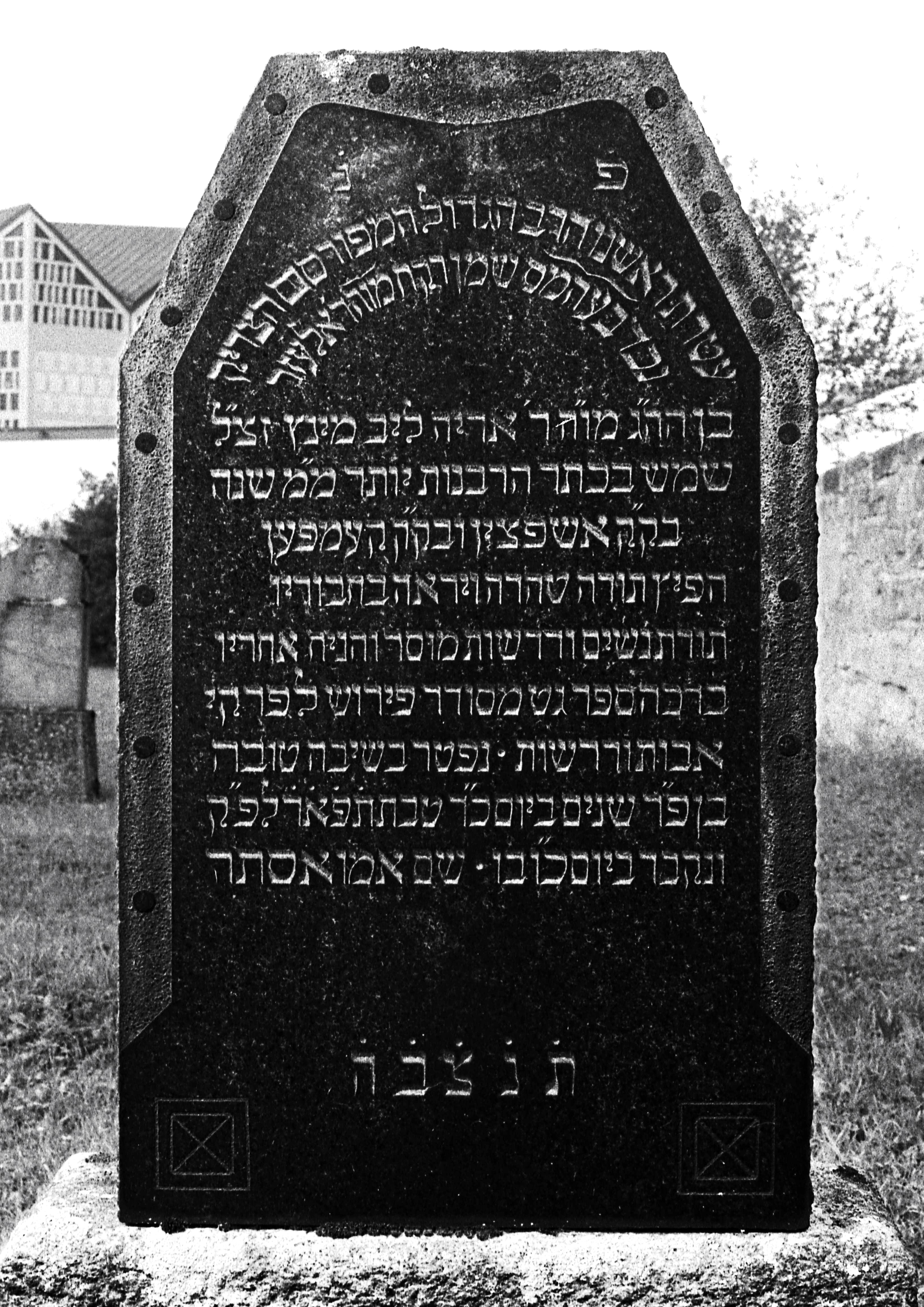
Münz' Grabstein in Ansbach

Eleazar (Lazar) ben Aryeh Leib (Löb, Löw) Münz (geboren am 2. Mai 1837 in Tarnów, Westgalizien; gestorben am 4. Januar 1921 in Ansbach, Bayern) war ein österreichisch-galizischer und deutscher Rabbiner und Autor. Er galt als „Meister und Lehrer in Israel, ein Fürst der jüdischen Wissenschaft“.

## Leben
Lazar Münz entstammte einer gebildeten österreichisch-galizischen Rabbiner-Familie, war der Sohn des Rabbiners Aryeh Leyb Mints (Arie Löb Münz, ca. 1798–1891), Ehrenrabbiner in Bielitz, und der Rivka Esther Sheindel Bloch-Garfinkel (??–1879) sowie der Enkel des berühmten Rabbiners Eleazar Löw (1758–1837), nach dem er auch benannt wurde und dessen ausführliche Biografie er 1895 unter dem Titel Rabbi Eleasar, genannt Schemen Rokeach veröffentlichte.
Schon mit 17 Jahren besaß er ein umfassendes, tiefgründiges talmudisches Wissen. In den Jahren 1860/1861 studierte er am Jüdisch-Theologischen Seminar in Breslau und wurde von den Rabbinern Israel Rappaport in Tarnów, Moses Löb Bloch (1815–1909) in Leipnik und Szymon Schreiber (??–1883) in Krakau ordiniert.
Münz war von 1867 bis 1877 Oberrabbiner in Auschwitz (Westgalizien) und zeitgleich Distriktsrabbiner des Wadowicer Kreises sowie von 1877 bis 1905 in Kempen bei Posen. Hier gründete er bald nach Dienstantritt eine jüdische Schule und unterrichtete selbst darin mehrmals wöchentlich. Im Jahr 1905 zog er nach Würzburg und bald darauf zu Tochter Jettl und Schwiegersohn Arnold Klein, der damals Rabbiner in Nürnberg war.
Mit beiden zog er 1914 nach Ansbach um, wo er in geistiger Frische bis zum letzten Augenblick unermüdlich an der Vollendung seiner Schriftwerke arbeitete. Er wurde am 6. Januar 1921 auf dem Jüdischen Friedhof Ansbach beigesetzt (Nördlicher Friedhofsteil, Reihe 4, Stein 10). Erst elf Jahre nach seinem Tod erschien 1932 sein hebräisches Werk Get Mesudar über Fragen einer geordneten Ehescheidung.
Münz war mit der Kaufmannstochter Lea Luise Kleinmann aus seinem Geburtsort Tarnów verheiratet. Aus dieser Ehe stammten drei Söhne, der Rabbiner Wilhelm Münz (1856–1917) in Gleiwitz, der Rabbiner Isaak Münz (1857–1932) in Berent und schließlich Philipp (Pinkus) Münz (1864–1944), Allgemeinmediziner in Nürnberg und Bad Kissingen, sowie Tochter Jettl (??–1935), die mit Abraham Isaak Arnold Klein (1875–1961), Rabbiner in Nürnberg und Ansbach, verheiratet war.

## Werke (Auswahl)
- אשריך ארץ שמלכך בן-חורים: Bürgerliche Freiheit bringt Heil. Rede, gehalten zur Geburtsfeier Sr. Majestät, unseres Herrn und Kaisers Franz Josef I. am 18. August 1867, Oswiecimer israelitischen Cultus-Gemeinde, Auschwitz 1867
- Worte gesprochen am 26. Elul bei Einweihung des neuen Tempels in Seybusch. Zum Abschiede vom alten, nunmehr zu einer Lehrschule bestimmten Gotteshause, Selbstverlag, 1871
- Worte der Trauer, über das Hinscheiden des Herrn Israel Israeli, Vorsteher der israelitischen Cultus-Gemeinde zu Andrichau, gesprochen am Abend seines Beerdigungstages, des 1. Cheswan 5635 (1874), Verlag Brüder Winter vom Herzfeld & Bauer, 1875
- Drei Reden politischer Tendenz, Breslau 1879
- Die modernen Anklagen gegen das Judenthum als falsch nachgewiesen, Verlag J. Kauffmann, Frankfurt am Main 1882
- Religiöse Zeitfragen, Verlag Louis Lamm, Berlin 1887 (mehrere Auflagen)
- Rabbi Eleasar, genannt Schemen Rokeach. Eine Lebensbeschreibung, zugleich eine Einführung in den Gedankengang und die Lehrmethode des rabbinischen Schriftthums, Verlag S. Mayer, Trier 1895
- תורת נשים: Torat Nashim. Ein Buch für die jüdische Ehefrau, mit einer Beigabe: Lehren unserer Weisen über Erziehung der Kinder, Verlag A.J. Hofmann, 1908 (mehrere Auflagen bis mind. 1935)
- Get Mesudar (geordnete Scheidung), hebräisches Werk über Ehescheidungsfragen, Biłgoraj bei Lublin (Polen) 1932[7][8]